# Plaça de Miró de Montgròs (Vilanova i la Geltrú)
La Plaça de Miró de Montgròs és una plaça pública de Vilanova i la Geltrú (Garraf) protegida com a Bé Cultural d'Interès Local.

## Descripció
Es tracta d'una plaça de petites dimensions i planta triangular, tangent al carrer Pàdua i en la qual conflueixen diferents carrers de la trama de l'eixample.
Les façanes de la plaça estan compostes segons eixos verticals en edificis de planta baixa i una o dos plantes pis, algunes amb golfes. Hi ha obertures amb llinda, arc de mig punt o arc rebaixat als portals.
Destaca la casa Benach i el volum de la torratxa coronada amb balustres ceràmics de la casa número 6. El conjunt és homogeni si s'exceptua la façana de la casa número 8.
La font monumental i l'arbre que l'acompanya tenen el protagonisme absolut de la façana.

## Història
Al segle xviii la plaça es troba dins l'últim recintes fortificat com un eixamplament del carrer Pàdua. L'any 1861 es col·loca la font dissenyada per Francesc de P. Villar i Lozano dedicada a Josep Anton Vidal i Pascual.